# Eriocapitella hupehensis
Eriocapitella hupehensis (возможное русскоязычное название Эриокапителла хубэйская) более известна под устаревшими синонимичными названиями Анемона японская, Ветреница японская, Ве́треница хубэ́йская или Анемо́на хупе́йская. Осеннецветущий вид многолетних цветковых растений рода Эриокапителла семейства Лютиковые (Ranunculaceae), до 2018 года включавшийся в состав рода Ветреница (Anemone). Происходит из Восточной Азии, Китая и Японии, где был введён в культуру и откуда распространился по всему свету.

## Название
Научное родовое название Eriocapitella является производным от префикса erio- (др.-греч. ἔριον, опушенный, шерстяной) и корня лат. capitellata со значением «маленькая голова, головка» (лат. caput, голова + лат. -ulus, уменьшительный суффикс). Общее значение «с опушенными головками», по всей видимости, относится к завязям и плодам некоторых видов, имеющих выраженное опушение.
Видовой эпитет hupehensis происходит от названия китайской провинции Хубэй.

## История
Эриокапителла хубэйская была описана как анемона японская (Eriocapitella hybrida) Карлом Тунбергом в 1784 году по гербарным образцам из Японии. Лишь позже стало известно, что японские анемоны родом из Китая, а в Японии были интродуцированы предположительно во времена династии Тан. Живые растения были ввезены в Европу в 1844 году Робертом Фортьюном.
Вскоре после своего появления в Англии эриокапителла японская была скрещена с э. виноградолистной (Eriocapitella vitifolia  (Buch.-Ham. ex DC.) Nakai ); полученные высокодекоративные растения под названием эриокапителла гибридная Eriocapitella hybrida (L.H.Bailey) Christenh. & Byng  выделяются некоторыми систематиками в качестве самостоятельного вида.

## Ботаническое описание

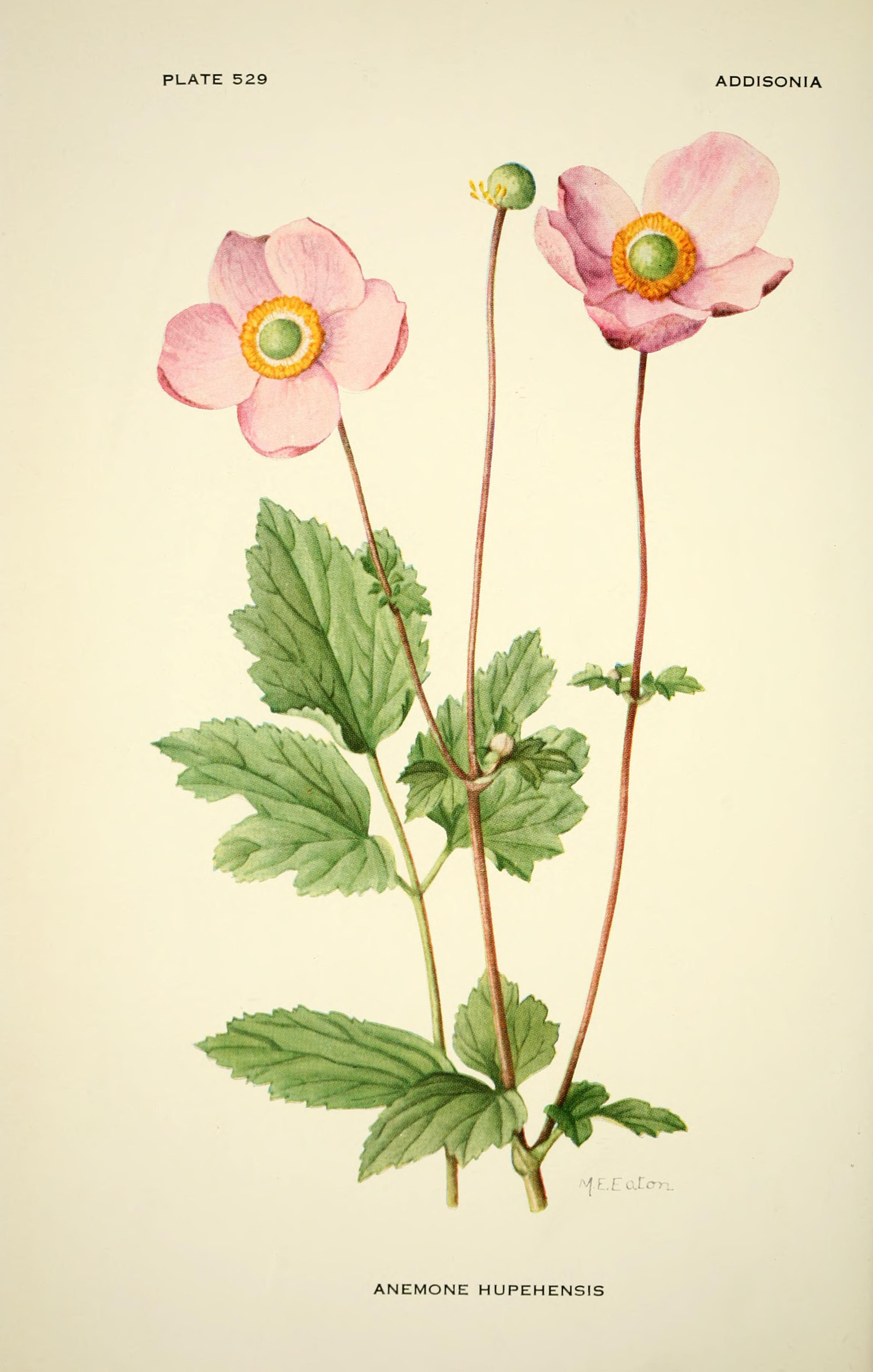

Растение с длинными и крепкими стеблями высотой до полутора метров.
Корневище ползучее.
Листья тёмно-зелёного цвета, крупные, перисто-рассечённые.
Цветки с центром золотистого цвета распускаются в конце лета — начале осени. Лепестки окружают соцветие и не видны за чашелистиками белого или розового цветов.
Растение, как все лютиковые, содержит ядовитые вещества, чем объясняется горький вкус сока травы.

## Распространение и экология
В районах естественного распространения, на границе провинций Сычуань и Хубэй, растёт в светлых горных лесах среди кустарников на сухих солнечных местах.

## Значение и применение

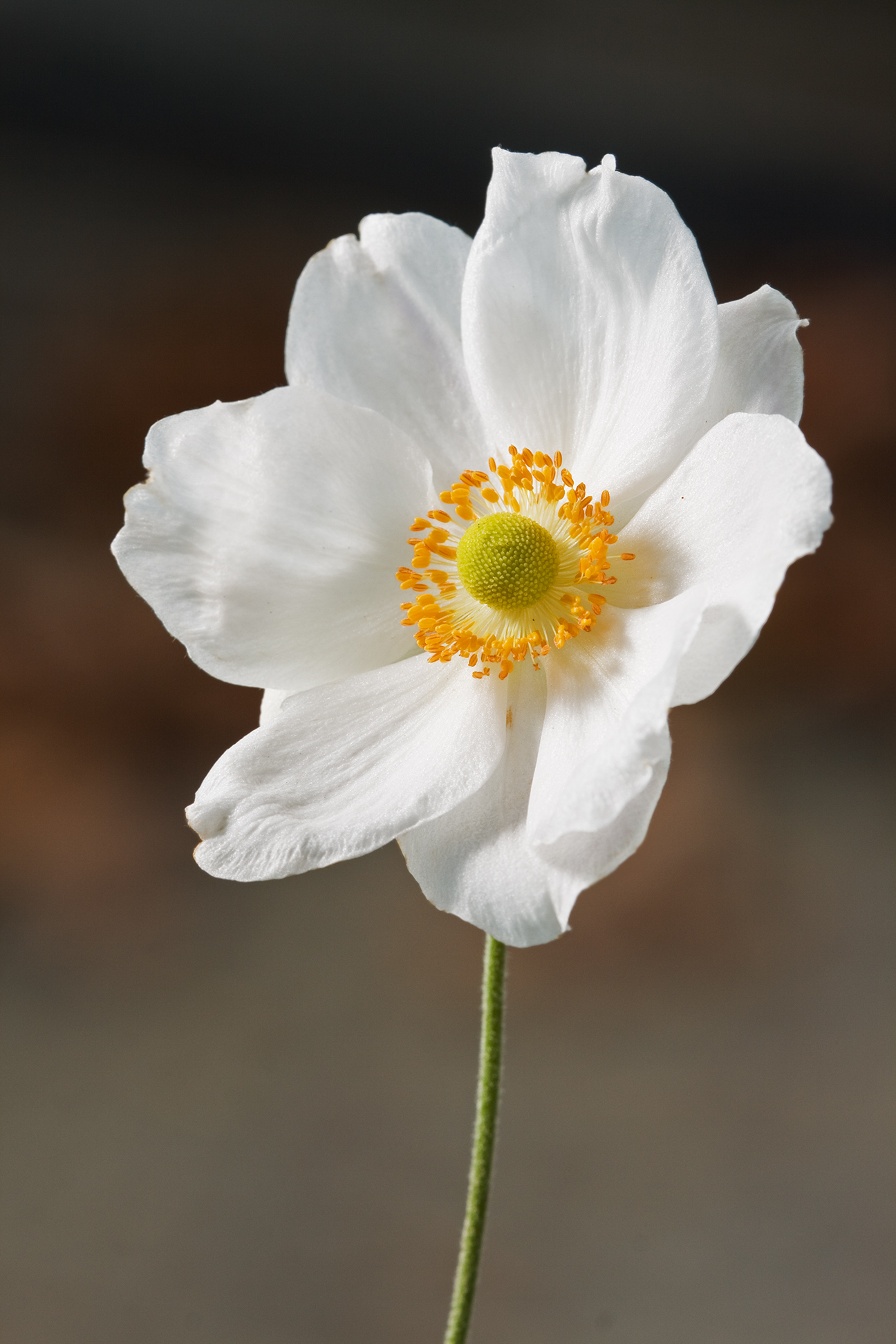
Цветок ветреницы хубэйской (Anemone hupehensis)

В Европу растение в первые было завезено в первом десятилетия XX века из китайской провинции Хубэй. Сначала растение попало в Нанси, откуда и распространилось по европейским садам.
Этот вид эриокапителлы популярен у садоводов, излюбленное декоративное растение, предназначенное для выращивания в садах в открытом грунте. Существует большое количество сортов, полученных от разновидностей, отличающихся формой и окраской цветков.

## Использование
В ландшафтном дизайне различные сорта эриокапителлы хубэйской считаются идеальным партнёром для рододендронов, гортензий, аконитов, воронеца, клопогонов, гераней и хост.

### Болезни и вредители
При высокой плотности посадок растения подвержены грибковым заболеваниям и могут поражаться нематодами Aphelenchoides fragariae и Aphelenchoides ritzemabosi.

## Классификация

### Таксономия[6]
Eriocapitella hupehensis  (Lemoine) Christenh. & Byng , 2018, Global Fl. 0.21875
Вид Eriocapitella hupehensis относится к роду Eriocapitella  семейства Лютиковые (Ranunculaceae) порядка Лютикоцветные (Ranunculales). Кладограмма в соответствии с Системой APG IV:
|  |                                      |  |                                   |                                   |                     |  | ещё 6 семейств | ещё 6 семейств |                          |  |  |  | еще 5 подтвержденных и 1 ожидающий подтверждения вид |
|  |                                      |  |                                   |                                   |                     |  | ещё 6 семейств | ещё 6 семейств |                          |  |  |  | еще 5 подтвержденных и 1 ожидающий подтверждения вид |
|  |                                      |  |                                   | порядок Лютикоцветные             |                     |  |                |                | род Eriocapitella        |  |  |  |                                                      |
|  |                                      |  |                                   | порядок Лютикоцветные             |                     |  |                |                | род Eriocapitella        |  |  |  |                                                      |
|  | отдел Цветковые, или Покрытосеменные |  |                                   |                                   | семейство Лютиковые |  |                |                | Eriocapitella hupehensis |  |  |  |                                                      |
|  | отдел Цветковые, или Покрытосеменные |  |                                   |                                   | семейство Лютиковые |  |                |                |                          |  |  |  |                                                      |
|  |                                      |  | ещё 63 порядка цветковых растений | ещё 63 порядка цветковых растений |                     |  |                | ещё 53 рода    | ещё 53 рода              |  |  |  |                                                      |
|  |                                      |  |                                   | ещё 63 порядка цветковых растений |                     |  |                |                | ещё 53 рода              |  |  |  |                                                      |

### Синонимы
- Anemone hupehensis  (Lemoine) Lemoine
- Anemone hupehensis f. alba  W.T.Wang
- Anemone japonica var. hupehensis  Lemoine
- Anemone matsudae  (Yamamoto) Tamura
- Anemone vitifolia var. matsudae  Yamam.
- Eriocapitella vitifolia var. matsudae  (Yamam.) Nakai

## Некоторые сорта
- 'Bressingham Glow' Alan Bloom. Высота растений 70—90 см. Цветки тёмно-розовые, полумахровые. Цветение с августа по октябрь. Зоны морозостойкости: 5—7[5].
- 'Crispa'
- 'Hadspen Abundance'. Высота растений 60—86 см[5]. Цветки розовые, тон окраски лепестков не одинаков. Сорт имеет награду The Royal Horticultural Society Award of Garden Merit (AGM)[7]. Цветение с августа по октябрь. Зоны морозостойкости: 5—7[5].
- 'Kriemhilde'. Сорт известен с 1909 года. Названа в честь женщины-воина, одного из персонажей эпической поэмы «Песнь о Нибелунгах». Цветки полумахровые, бледно-розово-фиолетового цвета, с более тёмным оттенком бледно-розового на оборотной стороне лепестков. Местоположение: полутень[8].
- 'Praecox'
- 'Spledens'
- 'September Charm', 1932. Некоторые авторы считают, что данный сорт имеет гибридное происхождение (Anemone ×hybrida 'September Charm'). Сорт создан в Англии[5]. Высота растений от 60 см до 120 см, ширина около 45 см. Цветки бледно-розовые. Кислотность почвы от 5,5 до 7,5 pH. Зоны морозостойкости 4—8[9], согласно другому источнику: 5a—8b[10].
- Anemone hupehensis var. japonica 'Pamina'. Сорт немецкого происхождения. Высота растений 55—71 см[5], согласно другому источнику 80—90 см. Цветки полумахровые, ярко-розовые с жёлтым центром. Время цветения: август-сентябрь. Местоположение: освещённые солнцем участки, полутень. На солнечных участках может повреждаться листва. Засухоустойчивость низкая. Зоны морозостойкости: 5—8[11], согласно другому источнику: 4—8[12]. Сорт похож на 'Bressingham Glow', но несколько ниже, плотнее и выносливее[5].

|                            |  |
| Цветки ветреницы хубэйской |  |